# Pino Vicente Tortajada
El pino Vicente Tortajada (también, Pino de las Tres Garras y Pino de la Culebra) se halla en el parque natural de Puebla de San Miguel, en el Rincón de Ademuz, provincia de Valencia (Comunidad Valenciana, España).

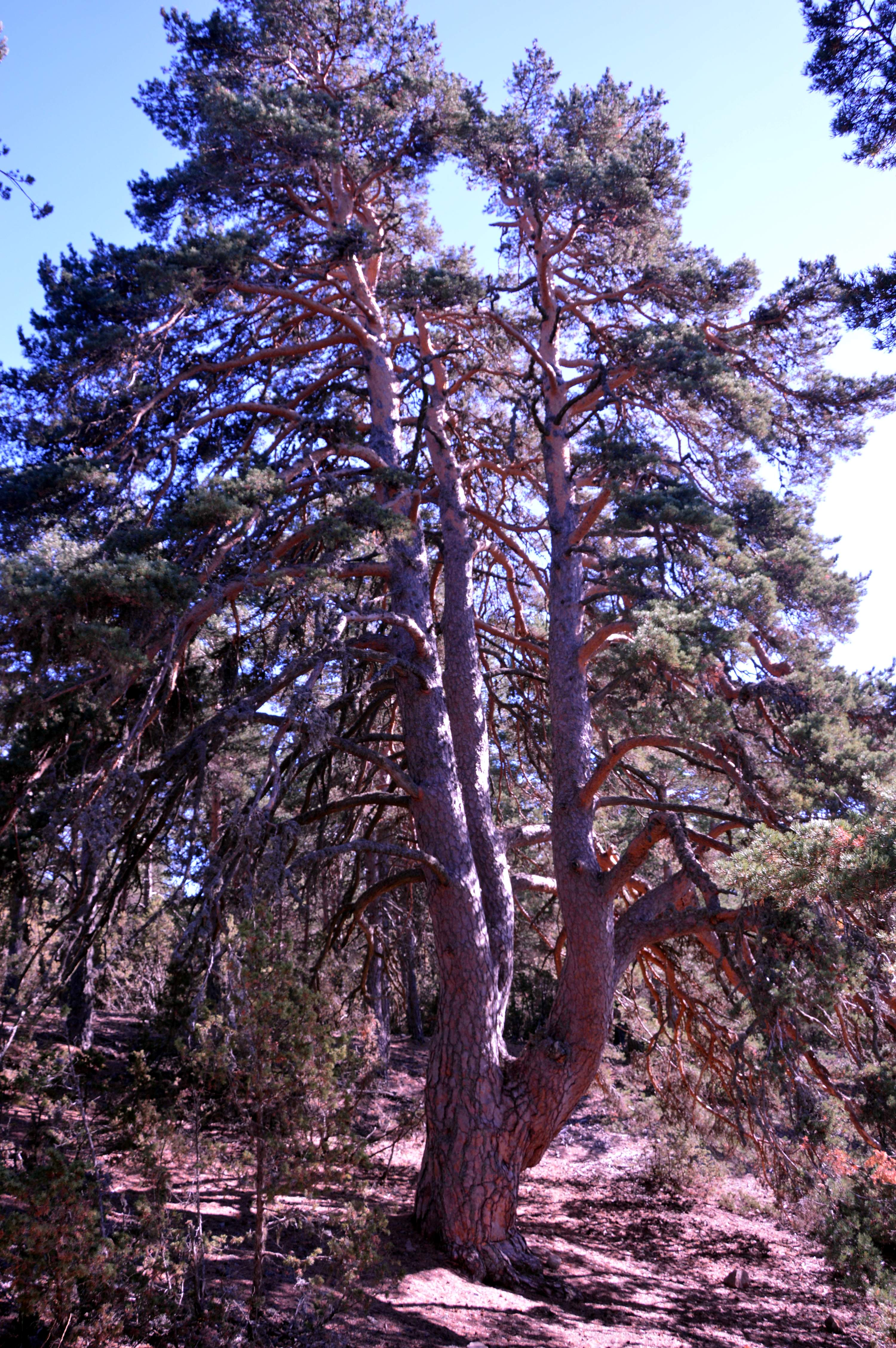
Vista general del Pino Vicente, parque natural de Puebla de San Miguel (Valencia), 2017.

Se trata de un monumental pino albar (Pinus sylvestris L) situado en un altiplano a 1750 metros de altitud, al que se le calculan unos 250 años, propiedad del Ayuntamiento de Puebla de San Miguel.

## Historia
Tradicionalmente denominado «Pino Tres Garras» y «Pino de la Culebra» por los lugareños, en la actualidad es más conocido como «Pino Vicente», en recuerdo y homenaje del guarda forestal –señor Vicente Tortajada Tortajada (1937-2003)- que lo salvó de la tala para aprovechamiento de su madera en los años sesenta.

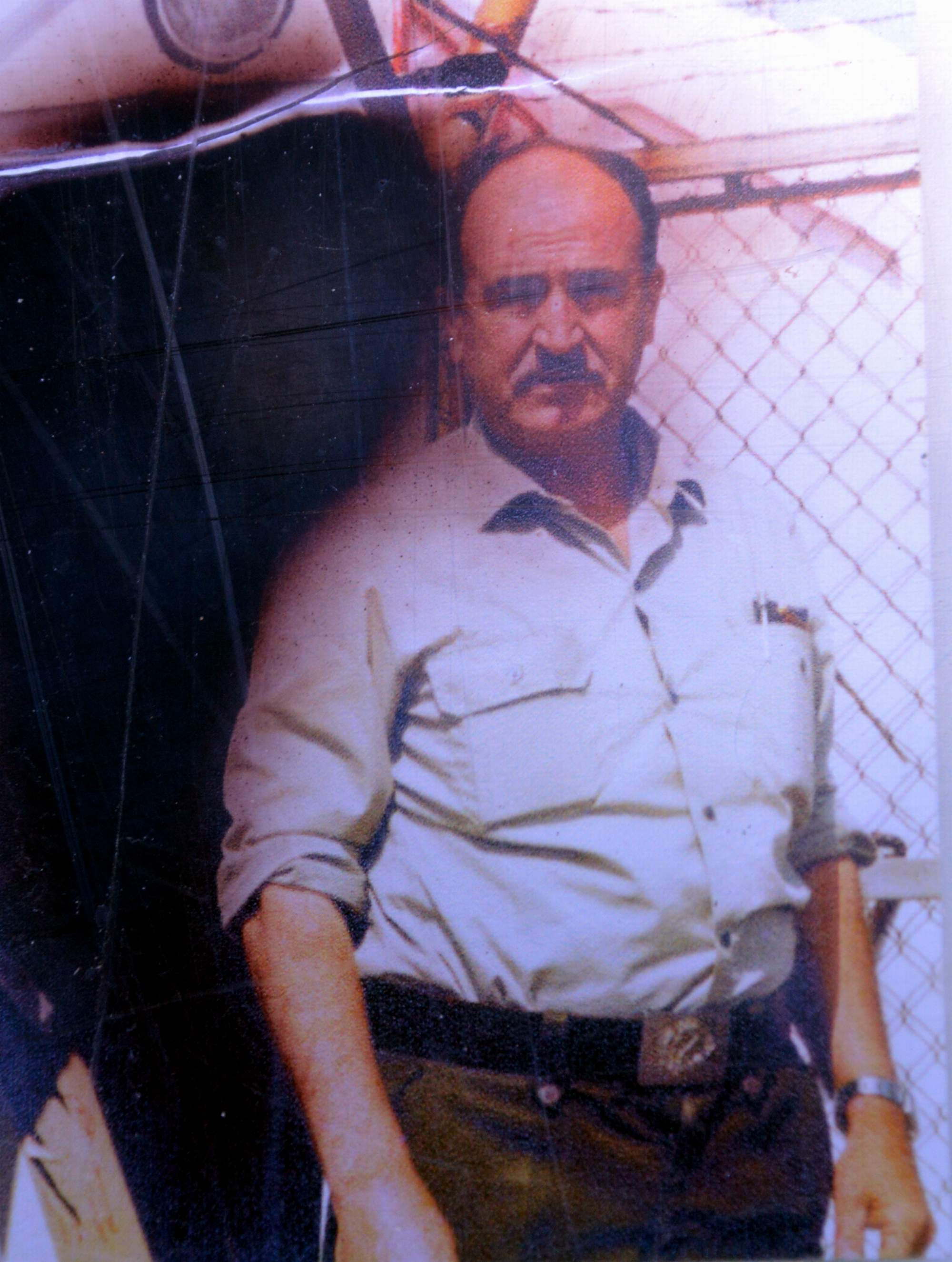
El señor Vicente Tortajada Tortajada (1937-2003), guarda forestal natural de Puebla de San Miguel que salvó al Pino de las Tres Garras de la tala: en su memoria el pino lleva hoy su nombre (2017).

Se la calcula una edad de dos siglos y medio (unos 250 años), luego su semilla debió germinar apenas sobrepasado el ecuador del siglo XVIII (1767), reinando en España Carlos III (1759-1788), el monarca que concedió a Puebla de San Miguel el título de villa –y la independencia de Ademuz-: hecho que tuvo lugar 12 de febrero de 1765. Podría decirse que brotó en las postrimerías del Antiguo Régimen, cuando Puebla de San Miguel alcanzó su villazgo.-

## Ubicación y descripción
Su hábitat constituye una de las siete Microrreservas de flora del parque natural, junto con el «Alto de Las Barracas», el «Barranco de la Hoz», el «Barranco del Saladillo», el «Barranco Jiménez», el «Barranco Jorge» y el «Sabinar de las Blancas».
Se halla en el altiplano del «Vago de la Culebra», en las proximidades del Alto de las Barracas (también, Cerro Calderón), el punto más elevado de la Comunidad Valenciana (1.836 m).
Para visitarlo, un buen punto de partida es la Ermita de San Roque, ermitorio de Puebla de San Miguel situado en posición septentrional respecto de la villa, junto a la CV-365: vía que une Losilla de Aras con Mas del Olmo, vía Hoya de la Carrasca. El trayecto desde la ermita asciende hasta la media ladera de la Loma del Carracal y continúa por una pista de tierra en buen estado hasta el pilón de La Santica (Virgen de la Cueva Santa). Desde este punto el camino prosigue hasta una bifurcación situada unos centenares de metros más arriba, señalada por paneles de dirección del parque natural: hacia la izquierda el camino continúa en dirección a la Fuente de la Cuadraleja (3,4 km), mientras que por la derecha el camino señala distintos topónimos –por orden de lejanía-:
- El Gavilán (3,6 km).
- Pino Vicente (3,9 km).
- Alto de las Barracas (6 km).

Cabe tomar el camino de la derecha: el camino es de tierra, cementado en algunos tramos, siempre ascendente. La ruta pasa por el paraje de «El Bisco», allí perviven las ruinas de antiguos apriscos y parideras, junto a un bosquecillo de sabinas. Más adelante hay otra bifurcación, el camino de la izquierda lleva al Pico Gavilán (1.747 m de altitud), ubicado unos 200 metros más adelante, donde se halla el Observatorio Forestal de la Generalidad Valenciana. Por la derecha el camino lleva al «Pino Vicente» (500 metros) y al Alto de las Barracas o Cerro Calderón (2,4 km). Hay que continuar por la derecha –el camino desde este punto es llano-, hasta la bifurcación situada medio kilómetro más adelante. En esta nueva bifurcación los paneles de dirección del parque natural indican que el camino prosigue por la izquierda en dirección al Alto de las Barracas (2.200 metros), mientras que por la derecha se accede al «Pino Vicente» (200 metros). Hay que seguir por el camino de la derecha, internándonos en el bosque los dos centenares de metros que nos separan del «Pino Vicente» (también, Pino Tres Garras). Un poste de madera con pala rectangular indica que nos hallamos en el paraje del secular árbol, partida del «Vago de la Culebra». El monumental pino se halla al fondo, sobresaliendo considerablemente de los que le rodean. Desde cierta distancia parece que se trate de tres pinos gemelos, al acercarnos comprobaremos que es un solo árbol con tres brazos. 
Frente al pino hay un panel con dibujos de Tomás Sendra y textos alusivos al pino. Un visitante describe sus impresiones:

«Desde el panel informativo nos aproximamos al "Pino Vicente" con cierta emoción, viéndolo de cerca impresiona por la grandiosidad de su porte. Su tronco es formidable y poderoso, enseguida se ramifica en tres hercúleos brazos orientados en sentido noroccidental, suroccidental y suroriental. Su corteza es rosada (asalmonada), sus escamas semejan las de una gigantesca serpiente, de ahí quizá el nombre de la partida donde se halla: Vago de la Serpiente. Merece la pena acercarse hasta su tronco e intentar abarcarlo. En el transcurso del abrazo, cerrando los ojos podremos sentir la poderosa mudez de su latido, silencio que nos comunica en lo profundo con la madre tierra. La brisa del atardecer atraviesa sus ramas dejando un lejano rumor de mar. Su presencia despierta pensamientos trascendentes en los más sensibles. En cualquier caso, por escasa sensibilidad que uno tenga, no podrá evitar sentirse pequeño –por no decir insignificante- a su lado. Sus dos largos siglos de vida le confieren el privilegio de ser uno de los seres arbóreos más longevo de Puebla de San Miguel -verdadero monumento vegetal-, datando sus primeros momentos de existencia del tiempo en que el municipio pueblano alcanzó su villazgo».
El Pino Vicente, un árbol monumental, Alfredo Sánchez Garzón

- Nombre científico: Pinus sylvestris L.
- Nombre vulgar: Pino albar.
- Propiedad: Ayuntamiento de Puebla de San Miguel (Valencia).
- Altura: 14,5 metros.
- Diámetro de la copa: 15,5 metros.
- Perímetro del tronco en la base: 3,9 metros.
- Proyección de la copa: 188,7 m².
- Coordenadas: X 661458/ Y 4437524

## Generalidades
Por su carácter protector del suelo, el pino albar es una de las especies más utilizadas en las reforestaciones. Junto con el pino negro produce las mejores maderas, resistentes y fáciles de trabajar. Sus hojas pueden utilizarse como forraje seco para alimentar al ganado cuando no puede salir a pastar por las nieves. En medicina se utiliza por sus propiedades balsámicas y diuréticas. Font Quer (1993) dice del pino albar:

«Este pino tiene las hojas de color verde claro, a veces de no más de 4 cm., y raras veces de más de 6 cm, y de 1 mm., o poco más de anchura. Las piñas también son pequeñitas, por lo regular de unos 4 cm., de longitud, las más veces entre 3,5 y 4,5 cm., estrechamente ovoides, sobre un cabillo reflexo de 5 a 10 mm. [...] El pino albar es árbol de buen porte, por lo común con ramas enrayadas y formando pisos superpuestos sobre un tronco bermejo en lo alto».
Plantas medicinales. El Dioscórides renovado, Pío Font Quer

- Rama y piña: Las acículas (hojas) son cortas y rígidas de color verde claro y azulado. Las piñas maduran en el otoño del año siguiente (a su floración).
- Fruto: A partir de noviembre del segundo año las piñas se abren dejando caer los piñones.
- Flor: En un mismo árbol podemos encontrar flores masculinas y femeninas, florece de mayo a junio.

## Otras características
El pino albar es el único autóctono que puede soportar estas duras condiciones ambientales, es una especie característica de alta montaña y muy extendida por Europa y Asia donde forma extensos pinares. Se caracteriza porque la parte superior de su tronco se descama en láminas anaranjadas lo que lo diferencia fácilmente del pino negral de tronco grisáceo o plateado.
En Puebla de San Miguel, los pinos albares aparecen acompañados por el enebro común y la sabina rastrera y un gran número de especies de pequeño tamaño que crecen adheridas al suelo.
Los pinares albares se consideran hábitats de alta montaña. El pino albar (Pinus sylvestris L) recibe también el nombre de pino bermejo o rojo, pino de Valsaín, pino del Norte, pino serrano. Asimismo, al pino negral (Pinus nigra Anold) se le conoce como pino laricio y pino salgareño. Otro árbol muy conocido de esta familia en la zona es el pino rodeno (Pinus pinaster), también nombrado pino marítimo o pino rubial, incluso pino negral, pero no debe confundirse con el nigra. El pinaster (rodeno) es una especie exótica invasora –según la Unión Internacional para la Conservación de la Naturaleza (UICN)-.